# Crawfordville
Crawfordville is een plaats (city) in de Amerikaanse staat Georgia, en valt bestuurlijk gezien onder Taliaferro County.

## Demografie
Bij de volkstelling in 2000 werd het aantal inwoners vastgesteld op 572.
In 2006 is het aantal inwoners door het United States Census Bureau geschat op 518, een daling van 54 (-9,4%).

## Geografie
Volgens het United States Census Bureau beslaat de plaats een oppervlakte van
8,1 km², geheel bestaande uit land. Crawfordville ligt op ongeveer 158 m boven zeeniveau.

## Plaatsen in de nabije omgeving
De onderstaande figuur toont nabijgelegen plaatsen in een straal van 24 km rond Crawfordville.